# Introjekcja
Introjekcja jest mechanizmem obronnym, który pojawia się w celu obrony ego przed uświadomieniem nieakceptowanych, wrogich impulsów.
Dziecko przyswaja sobie postawy rodziców w formie wielu utrwalonych wzorców myślowych, które są powielane. Utworzony obraz rodziców sprawia, iż jednostka stosuje ich nakazy wobec siebie.
Mechanizm introjekcji polega na przyjmowaniu komunikatów, poglądów, atrybutów innych osób jako własnych. Proces ten przebiega bezrefleksyjnie.
Najczęściej żywimy wobec tych obiektów silne uczucia (np. miłość lub nienawiść), które mogą być zarówno świadome, jak i nieświadome. Proces introjekcji jest nieuświadomiony.
Introjekcja oprócz obronnego, ma także znaczenie charakterotwórcze. Jednak bardzo trudno jest rozgraniczyć te dwa znaczenia. Istotą w tych funkcjach jest motywacja lękowa.